# 科普公园站
科普公园站位于中华人民共和国湖北省武汉市青山区，是武汉地铁5号线的地铁车站。

## 车站结构
车站位于和平大道与园林路交叉口，沿和平大道东西向呈一字型布置。本站为地下二层双柱三跨岛式车站，设置4个出入口，2组风亭，1个安全口。

### 楼层分布
| 地面     | 地面               | 出入口                               |  |  |
| 地下一层 | 站厅               | 售票机、客服中心、武漢通充值、洗手間 |  |  |
| 地下二层 |                    | █ 5号线 往红霞（余家头）             |  |  |
|          | 岛式站台，左侧开门 |                                      |  |  |
|          |                    | █ 5号线 往武汉站东广场（建设二路）   |  |  |

### 车站出口
|                                                 |      |      |  |
| 出口編號                                        | 設施 | 照片 |  |
| A                                               |      |      |  |
| B                                               |      |      |  |
| C                                               |      |      |  |
| D                                               |      |      |  |
| 注： 設有升降機 \| 設有輪椅升降台 \| 設有洗手間 |      |      |  |

## 鄰近地點
武汉市园林科普公园、武汉科技大学（青山校区）、奥山世纪广场等。

### 内部链接
- 武汉地铁车站列表